# Ergün Poyraz

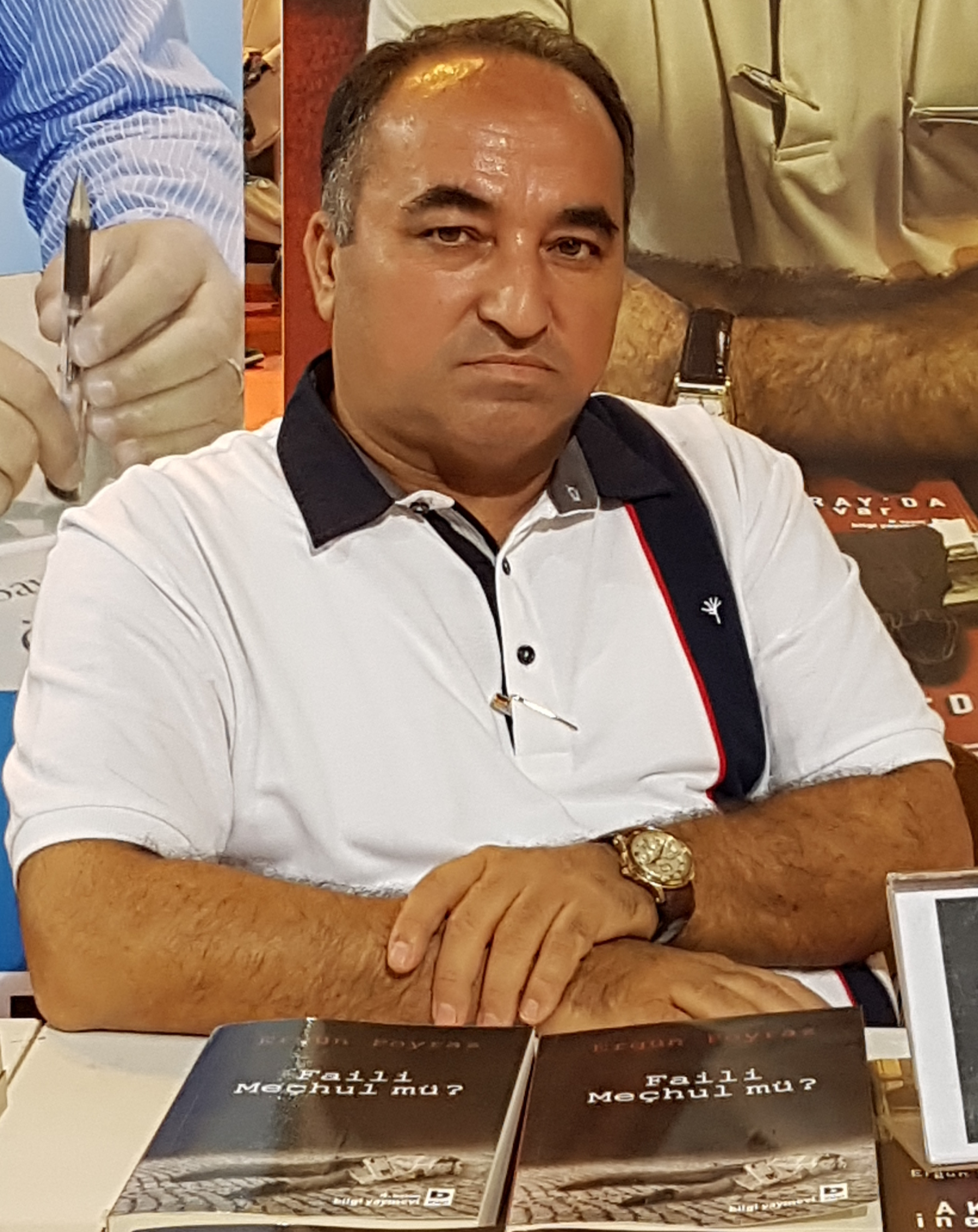
Ergün Poyraz (2016)

Ergün Poyraz (geb. am 31. Januar 1963 in Ankara) ist ein umstrittener Bestseller-Autor in der Türkei. Er vertritt antisemitische Positionen und verbreitet Verschwörungstheorien.

## Leben
Poyraz kam in Ankara zur Welt. Er nahm 1983 ein Studium an der Yıldız Teknik Üniversitesi auf, brach das Studium im zweiten Jahr jedoch ab und heiratete 1985. Die Scheidung erfolgte 1988. Poyraz arbeitete anschließend als Viehhalter im Dorf Çakırbeyli (Provinz  Aydın) und später übernahm er die Verwaltung für eine Baufirma. Nach seinem Militärdienst kehrte Poyraz zu seiner Familie in Çakırbeyli zurück und nahm im Alter von 32 Jahren das Schreiben auf.

## Themen und Positionen
Poyraz verfasste u. a. Bücher über die Adalet ve Kalkınma Partisi, Recep Tayyip Erdoğan, Fethullah Gülen, Juden, christliche Missionare, Christentum, Abdullah Gül, Bülent Arınç, Süleyman Demirel und die USA. Er wird als extrem säkular-nationalistischer Verschwörungstheoretiker und als Antisemit betrachtet.
In seinem Buch Musa'nın Çocukları: Tayyip ve Emine (Istanbul 2007), das 2007 die Bestseller-Liste anführte, stellt Poyraz die Behauptung auf, Recep Tayyip Erdoğan („Tayyip“) und seine Ehefrau seien Juden. Erdoğans Mutter sei eine georgische Jüdin und sein Judentum sei dadurch bestätigt worden, dass er Antisemitismus verurteile. Die Ehefrau sei mutmaßlich eine arabische Jüdin. Hinter Erdoğans Aufstieg zur Macht steckten Juden, namentlich die jüdische Anti-Defamation League. Juden wollten das säkulare System der Türkei in ein islamisches System umwandeln. Im selben Buch (S. 110) behauptet Poyraz die Existenz eines „Internationalen Juden“ (vgl. Der internationale Jude), der heimlich die Welt beherrsche.
In dem Buch  Musa’nın Gülü (Istanbul 2007) postuliert Poyraz, dass es sich bei Abdullah Gül um einen Kryptojuden handele. In Musa'nın Çocukları vertritt Poyraz die Ansicht, es sei der jüdische Freimaurer Morton I. Abramowitz gewesen, der Erdoğan seinerzeit als Funktionär der Refah-Partei in Istanbul entdeckt und seinen Aufstieg eingeleitet habe. Ein türkischer Jude und ein israelischer Agent hätten ebenfalls mitgewirkt. Laut Poyraz' Buch Musa’nın AKP’si (Istanbul, 2007) seien die Juden bei der Gründung der AKP von den Nachrichtendiensten der USA und Großbritanniens unterstützt worden.
Im Buch Dünden Bugüne Hıristiyanlığın ve Yahudiliğin Analizi, Misyonerler Arasında 6 Ay schreibt Poyraz u. a., dass Christen im Balkankrieg eine muslimische Frau vergewaltigten, aus ihrem Baby Hackfleisch machten und die Mutter dann zwangen, dies zu essen. Die Bibel fördere Prostitution und Ehebruch usw. Christentum sei ein abscheulicher Glaube, bei dem Perverse, Mörder und Diebe in den Himmel kämen. Wo man die Bibel auch aufschlage, überall begegneten einem die Lügen Jesu.

## Haft und Prozesse
Im Rahmen des Ergenekon-Verfahrens, bei dem sämtliche Urteile 2016 vom Kassationshof aufgehoben wurden, wurde Poyraz im Juli 2007 festgenommen und im August 2013 zu mehr als 29 Jahren Haft verurteilt. Nach mehr als sechs Jahren im Gefängnis kam Poyraz im Jahr 2014 frei. Während seiner Untersuchungshaft wurde Poyraz wegen Verletzung religiöser Gefühle und Beleidigung des Christentums angeklagt. Gegenstand des Verfahrens waren Aussagen in seinem Buch Dünden Bugüne Hıristiyanlığın ve Yahudiliğin Analizi, Misyonerler Arasında 6 Ay. Das erstinstanzliche Verfahren endete mit einem Freispruch, der 2008 vom Kassationshof aufgehoben und zurückverwiesen wurde. Ebenfalls während seiner Haft im Zusammenhang mit dem Ergenekon-Verfahren schrieb Poyraz das Buch İplikçi. Darin beschreibt er, wie Erdoğan angeblich während dessen mehrmonatiger Haft im Jahr 1999 in Saus und Braus lebte, und benannte eine Person, die Erdoğan mit Wohltaten versorgte. Dieser verklagte Poyraz. Am Ende des Verfahrens wurde Poyraz 2015 zu 174 Sozialstunden verurteilt, in denen er den Friedhof in Çakırbeyli und später den Garten des Muhtars säubern musste.

## Bücher
- Refah'ın gerçek yüzü (Ankara 1996)
- Fetullah'ın Gerçek Yüzü (Istanbul 2000)
- Patlak Ampul (Istanbul 2002)
- Kanla Abdest Alanlar (Istanbul 2003)
- Çoban Sülü (Istanbul 2004)
- AKPapa'nın Temel İçgüdüsü (Istanbul 2004)
- Tarikat Siyaset Ticaret Cinayet (Istanbul 2006)
- Musa'nın Çocukları (Istanbul 2007)
- Musa'nın Gülü (Istanbul 2007)
- Hilafet Ordusundan Arap Kürt Partisi'ne (Istanbul 2007)
- Musa'nın mücahiti (Istanbul 2007)
- Amerika'daki İmam (Istanbul 2009)
- Takunyalı Führer (Istanbul 2010)
- Kalpazan (Ankara 2011)
- İplikçi, kirli ilişkiler yumağı (Ankara 2013)
- Büyük Yalan Büyük Düşman AB (Istanbul 2013)
- İndeki Vaiz (Istanbul 2014)
- Aksarayda İnecek Var (Ankara 2015)
- Eksik Etek (Co-Autor, 2015)
- Ihanet ve Darbe: Emperyalizmle El Ele (Istanbul 2016)
- Evlat (Co-Autor, 2016)
- Faili Meçhul mü (Ankara 2016)
- Tilkiyle Vals: İhale - Rant - Para (Istanbul 2017)
- Diplomasiz: Bir Varmış, Bir Yokmuş... (Istanbul 2017)
- Masonlar (Istanbul 2018)
- Dünden Bugüne Didim (Istanbul 2018)
- Adnan Oktar'ın gerçek yüzü (Istanbul 2018)
- İsa ve Havarileri (Istanbul 2019)
- Abdülhamit'ten Tayyip'e (Istanbul 2020)
- AKP'nin AB ile Dansı (Istanbul 2020)